# Play Dough
Play Dough var ett svenskt alternativ rock-band från Eskilstuna bestående av Gunnar Lindstedt (sång, gitarr), Jessicka Strandell (sång, gitarr, Ken Abrink (bas) och Markus Gustafsson (trummor). Bandets släppte sitt första och enda studioalbum I Try to Be Unfriendly 1997 på Dolores Recordings.

## Medlemmar
- Ken Abrink - bas
- Markus Gustafsson - trummor
- Gunnar Lindstedt - sång, gitarr
- Jessicka Strandell - sång, gitarr

## Diskografi
- 1997 - I Try to Be Unfriendly